# نيك غيب
نيكولاس جون غيب (بالإنجليزية: Nick Gibb) (من مواليد الثالث من سبتمبر من عام 1960) هو سياسي بريطاني شغل منصب وزير الدولة لشؤون التعليم منذ عام 2015، وسابقًا من عام 2010 إلى عام 2012. عمل أيضًا في وزارة التعليم في عهد رؤساء الوزراء المحافظين ديفيد كاميرون، وتيريزا ماي وبوريس جونسون. بصفته عضوًا في حزب المحافظين، يعمل غيب بوصفه عضوًا في البرلمان (إم بّي) عن دائرة بونور ريغيش وليتلهامبتون منذ عام 1997.
وُلد نيك غيب في أميرشام، باكينغهامشير وتلقى تعليمه في كلية سانت هيلد وسانت بيد في جامعة دورهام. بعد ترشح فاشل لمنصب عضو برلمان عن دائرة ستوك أون ترينت الوسطى في انتخابات عام 1992 العامة وعن دائرة روذرهام في انتخابات عام 1994 التكميلية، انتُخب غيب لمنصب عضو مجلس عموم المملكة المتحدة عن بونور ريغيش وليتلهامبتون في انتخابات عام 1997 العامة.
شغل غيب منصب وزير الظل لشؤون التعليم منذ عام 2005 حتى عام 2010. عينه رئيس الوزراء ديفيد كاميرون وزيرًا للدولة لشؤون التعليم، ليؤدي مهامه من شهر مايو من عام 2010 إلى سبتمبر من عام 2012. بعد قضائه عامان عضوًا برلمانيًا دون منصب، عاد غيب إلى الحكومة بصفة وزير الدولة للإصلاح المدرسي في يوليو من عام 2014. رُقي غيب إلى منصبه السابق بصفة وزير الدولة لشؤون التعليم بعد انتخابات عام 2015 العامة، ليحل محل خلَفه الأولي في حكومة الائتلاف، ديفيد لوس. حافظ على منصبه في عهد تيريزا ماي. أبقاه خلَف ماي، بوريس جونسون، في منصب وزير الدولة لشؤون التعليم.

## نشأته
وُلد نيك غيب في أميرشام، باكنغهامشير وتلقى تعليمه في مدرسة بيدفورد الحديثة، ومدرسة ميدستون للقواعد، ومدرسة راوندهاي في ليدز، وفي مدرسة ثرونز هاوس في ويكفيلد.
ثم بدأ يرتاد كلية سانت هيلد وسانت بيد في جامعة دورهام حيث تلقى شهادة بكالوريوس الآداب في القانون في عام 1981. كان غيب عضوًا في اتحاد الطلاب المحافظين في وقت كانوا متأثرين بالأفكار الراديكالية الليبرتارية فيه. تقدم لانتخابات لجنة اتحاد الطلبة الوطني في عام 1831، لكنه حصل على صوت واحد فقط بعد اتهامه الاتحاد بدعم منظمات إرهابية علنًا. بعد تركه الجامعة، تورط غيب في فضيحة تتعلق بأوراق الترشيح للانتخابات في مؤتمر اتحاد الطلبة الوطني لعام 1982 في بلاكبول، إذ اتُهم غيب بتزوير تواقيع لإيصال مرشحين محافظين إلى الاقتراع.
في مقابلة حول تعليمه، تكلم غيب عن اعتقاده بكون مدرسة ميدستون للقواعد المدرسة الأفضل. قال لتلفزيون تيتشرز في عام 2006: «الأمر الجيد حولها هو أنها كانت صارمة». «كل درس كان صارمًا، حتى المواد مثل الموسيقى: كانت تُدرّس بنفس الطريقة التي تُدرّس بها الكيمياء». أما ويكفيلد، على عكس ذلك، كانت «رهيبة» نتيجة افتقارها للحزم.
عقب تركه للمدرسة، حصل على عمل بصفة حرفي في فندق بلندن، وقضى أمسياته في مجلس العموم يشاهد المناقشات في وقت متأخر من المعرض العام.
في عام 1982، انضم غيب إلى مصرف نات ويست بصفة محاسب متمرن، قبل أن يعمل لدى كيبوتس ميروم غولان في عام 1983. في عام 1984، انضم إلى شركة كيه بي إم جي بصفة محاسب قانوني إلى أن انتُخب للبرلمان. هو زميل في معهد المحاسبين القانونيين (إف سي أيه).

## مناصب
- في الانتخابات العامة في المملكة المتحدة 1997 [الإنجليزية]‏، انتخب عضو البرلمان الثاني والخمسون للمملكة المتحدة عن دائرة بونور ريغيش وليتلهامبتون وقد انضم خلال فترته النيابية ‏ (1 مايو 1997 – 14 مايو 2001) للكتلة البرلمانية حزب المحافظين.
- في الانتخابات العامة في المملكة المتحدة 2001، انتخب عضو برلمان المملكة المتحدة الـ53 عن دائرة بونور ريغيش وليتلهامبتون وقد انضم خلال فترته النيابية ‏ (7 يونيو 2001 – 11 أبريل 2005) للكتلة البرلمانية حزب المحافظين.
- في الانتخابات العامة في المملكة المتحدة 2005، انتخب عضو برلمان المملكة المتحدة الـ54 عن دائرة بونور ريغيش وليتلهامبتون وقد انضم خلال فترته النيابية ‏ (5 مايو 2005 – 12 أبريل 2010) للكتلة البرلمانية حزب المحافظين.
- في انتخابات المملكة المتحدة لعام 2010، انتخب عضو برلمان المملكة المتحدة الـ55 عن دائرة بونور ريغيش وليتلهامبتون وقد انضم خلال فترته النيابية ‏ (6 مايو 2010 – 30 مارس 2015) للكتلة البرلمانية حزب المحافظين.
- في الانتخابات العامة في المملكة المتحدة 2015، انتخب عضو برلمان المملكة المتحدة الـ56 عن دائرة بونور ريغيش وليتلهامبتون وقد انضم خلال فترته النيابية ‏ (8 مايو 2015 – 3 مايو 2017) للكتلة البرلمانية حزب المحافظين.
- في الانتخابات التشريعية البريطانية 2017، انتخب عضو برلمان المملكة المتحدة الـ57 عن دائرة بونور ريغيش وليتلهامبتون وقد انضم خلال فترته النيابية ‏ (8 يونيو 2017 – ) للكتلة البرلمانية حزب المحافظين.
- انتخب Minister of State for School Standards ‏ (13 مايو 2010 – 4 سبتمبر 2012).
- انتخب Minister of State for School Reform ‏.
- انتخب Minister of State for School Standards ‏ (12 مايو 2015 – ).

## وصلات خارجية
- الموقع الرسمي